# Yann Goulet
Yann Goulet (Saint-Nazaire (Loira Atlàntic), 20 d'agost de 1914 - Bray, Wicklow, Irlanda, 22 d'agost de 1999) fou un escultor i nacionalista bretó nacionalitzat irlandès. Estudià arquitectura a la École Nationale Supérieure des Beaux-Arts de París i va aprendre l'escultura de Charles Despiau, deixeble d'Auguste Rodin. Va obtenir alguns premis en escultura i pintura; el 1938 uns baixos relleus foren exposats a l'Exposició Internacional de París i el 1939 va esculpir a Lilla el Monument a la Joventut de l'Imperi Francès.
Inicialment va militar en la SFIO i formà part del moviment artístic bretó Seiz Breur. Posteriorment es relacionà amb el Partit Nacional Bretó i fou relacionat amb l'atemptat que Gwenn ha Du va fer al monument a la federació bretona-angevina a Pontivy el 18 de desembre de 1938.
En esclatar la Segona Guerra Mundial fou enviat al front i fou capturat pels alemanys l'11 de juny de 1940. Internat al camp de Luckenwalde, es va unir al Bretonische Regierung i pel setembre de 1940 arribà a Pontivy amb un comboi de membres del Partit Nacional Bretó. Fou nomenat cap dels Bagadoù Stourm amb Raymond Delaporte, a la que li va voler donar un impuls més irlandès, a l'estil de l'IRA, a diferència del Lu Brezhon, fundat per Celestin Lainé, amb qui des de 1941 mantenia relacions molt tenses. Es nega a seguir l'enfocament pro-alemany de Lainé i Olier Mordrel, i amb Alan Louarn, s'oposa als intents de reclutament per a les SS dels membres de Bagadoù Stourm
El 1943 fou encarregat del campament d'estiu Bagadoù Stourm el 1943, i l'11 d'agost fou detingut per la policia francesa per haver segrestat un inspector de policia. Va ser posat en llibertat dos dies més tard per ordre de la policia alemanya de Brest. Va ser novament arrestat per la policia francesa a Rennes el 9 de setembre de 1943 i tancat a la presó Jacques Cartier amb Jean L'Haridon. Els alemanys els van alliberar el 30 d'octubre de 1943 No hi ha proves que la detenció de Yann Goulet pels alemanys i la seva posterior detenció fins a octubre de 1943, amb una vaga de fam, inclinaren a la majoria de la secció de Saint-Nazaire del Bagadoù Stourm a la resistència activa, tot i que dos militants moriren deportats a Alemanya.
Quan es va produir l'alliberament havia demanat asil a l'Estat Lliure d'Irlanda i el 1947 va ser condemnat a mort en absència pel delicte de col·laboració pel Tribunal de Justícia de Rennes. Va obtenir el suport diversos militants comunistes, i hi ha testimonis de famílies jueves que va amagar durant la guerra.
El 1952 va adquirir la nacionalitat irlandesa i hi treballà com a professor d'art. Aviat considerat com un dels grans escultors del país, se li encarregà el panteó de nacionalisme irlandès. Moltes de les seves obres adornen els edificis públics de Dublín (Memorial Custom House de Dublín, Comitè Kerry Comitè de Ballyseedy, homenatge als combatents de la llibertat d'East Mayo a Kilkellys). El 1969 va ser secretari general de CBL (Comitè de la Bretanya Lliure) i va redactar molts comunicats del Front d'Alliberament de Bretanya, del que se'n considerava portaveu a l'exterior. De fet, mai no va exercir cap influència real en la reactivació del nacionalisme bretó, molt més a l'esquerra del que podia suportar.
El 1972 va fer de mitjancer en les converses entre el líder de l'IRA Joe Cahill i Muammar el Gaddafi Posteriorment va donar suport al moviment republicà a través del seu amic Ruairí Ó Brádaigh i donà suport a l'IRA de la Continuïtat fins a la seva mort el 1999. El 1982 fou nomenat membre d'Aosdana